# Solanes (Oristà)
Solanes és una masia d'Oristà (Lluçanès) inclosa a l'Inventari del Patrimoni Arquitectònic de Catalunya.

## Descripció
Casa de planta rectangular coberta amb una teulada a doble vessant lateral a la façana principal. Composta per planta baixa i pis, totes les obertures tenen llinda de pedra o fusta i ampits de pedra treballada.
Murs de pedra irregular amb restes de l'arrebossat que les cobria.

## Història
Apareix a la llista de masos feta a mitjans del segle xix i conservada a l'Arxiu parroquial de la Torre d'Oristà.